# Combating Terrorism Center
Il Combating Terrorism Center (CTC, o Centro Antiterrorismo) è un istituto accademico presso la United States Military Academy (USMA) di West Point, New York che opera nel campo dell'educazione, della ricerca e analisi politica; è specializzato nelle aree del terrorismo, antiterrorismo, sicurezza interna e conflitti nazionali. Fondato nel 2003 grazie a finanziamenti privati, opera sotto il patronato del Dipartimento di Scienze sociali dell'USMA.

## Storia
Nel periodo in cui avvennero gli attacchi dell'11 settembre 2001, il piano di studi sull'anti-terrorismo presente a West Point comprendeva solamente un corso. Per colmare questa lacuna e fornire maggiori risorse educative in materia di terrorismo, l'Accademia ha accolto con favore la creazione del Centro per la lotta al terrorismo e l'ha incluso nel suo Dipartimento di Scienze Sociali il 20 febbraio 2003. Sebbene faccia parte dell'Accademia Militare degli Stati Uniti, il CTC è stato istituito con finanziamenti privati ed è un gruppo di ricerca indipendente. Il primo finanziatore fu Vincent Viola, che nel 1977 si era laureato alla United States Military Academy e aveva ricoperto il ruolo di presidente del New York Mercantile Exchange; altri finanziatori importanti all'inizio furono Ross Perot, George Gilmore Jr. e il maggiore George Gilmore Sr. Il primo Presidente fu Wayne Downing, un generale in pensione, che tenne la posizione fino alla sua morte, avvenuta nel 2007. L'attuale Presidente è John P. Abizaid, un altro generale in pensione. Il tenente colonnello Bryan C. Price è dall'agosto 2012 il Direttore.

## Ambiti della ricerca
Oltre a fornire una formazione sui temi dell'antiterrorismo, il CTC pubblica regolarmente un'ampia gamma di analisi e rapporti nelle aree tematiche specifiche di cui si occupa. Di seguito sono riportate alcune delle pubblicazioni più significative.
In The Militant Ideology Atlas [Atlante dell'ideologia militante] venne usata la cosiddetta analisi delle citazioni così da fornire, per la prima volta, una mappatura sistematica degli ideologi più influenti nel movimento jihadista globale. Analizzando la letteratura jihadista presente in una delle biblioteche online di al-Qaeda con il maggior numero di download, e catalogando oltre 11.000 citazioni presenti in quei testi, l'Atlante dell'ideologia militante ha scoperto che gli ideologi jihadisti viventi più influenti non sono, come era invece comunemente ritenuto, i capi anziani di al-Qaeda, ma piuttosto un ristretto numero di persone appartenenti al clero, principalmente in Arabia Saudita e in Giordania; lo scrittore più citato è il palestinese Abu Muhammad al-Maqdisi. L'Atlante è stato pubblicato nel novembre 2006.
Il CTC pubblica anche gli Harmony Database Reports, prendendo come fonte i documenti declassificati dal Dipartimento della difesa. La prima di queste inchieste, Harmony and Disharmony: Exploiting al-Qa'ida's Organizational Vulnerabilities, è stata pubblicata nel febbraio 2006, e includeva "un'analisi sulle opportunità di sfruttare le vulnerabilità della rete di informazioni di al-Qaeda; uno studio analitico dei fallimenti delle operazioni terrotistiche jihadiste; specifiche raccomandazioni per affrontare efficacemente le minacce poste da al-Qaeda." La seconda inchiesta resa pubblica riguardava il Corno d'Africa. Pubblicata nel maggio 2007, il documento ha fornito un quadro dettagliato sulle azioni di al-Qaeda nel Corno d'Africa: il rapporto includeva una serie di documenti declassificati su figure chiave e gruppi legati ad al-Qaeda. Il terzo rapporto si concentrava sui conflitti interni di al-Qaeda nel corso della sua storia. Pubblicato nell'ottobre 2007, Cracks in the Foundation: Leadership Schisms in al-Qa'ida from 1989–2006.